# Bloqueador ganglionar
Un gangliopléjico o agente bloqueador ganglionar es un tipo de medicamento caracterizado por la capacidad de inhibir la transmisión preganglionar por su acción como antagonista nicotínico. Algunos bloqueantes ganglionares son el hexametonio, pentolinio, mecamilamina, trimetafan (Camsilato de trimetafán) y la pempidina.

## Usos clínicos
Los bloqueadores ganglionares son usados con mucha menos frecuencia que en el pasado, ya que existen en el mercado agentes mucho más selectivos sin los efectos colaterales tan extensos de un bloqueador ganglionar. Sin embargo, aún se usan para controlar la presión arterial, en situaciones de emergencias como en la disección aórtica y en la producción de hipotensión quirúrgica.